# Тюненовское общество
Тюненовское общество (нем. Thünengesellschaft e. V.) — научное общество, созданное в 1990 для изучения творческого наследия и развития идей немецкого экономиста И. фон Тюнена. В число задач общества входит забота о местах, связанных с памятью ученого, в том числе опека музея фон Тюнена. Председателем общества является доктор Ф. Так (университет Ростока).
В США действует т. н. «Североамериканское подразделение Тюненовского общества» (The Thünen Society, North American Division), основанное в 1992 г. профессором Р. Пеплисом.
Тюненовское общество и его американский филиал организовали ряд международных конференций и коллоквиумов, посвященных творчеству фон Тюнена (в том числе в Вашингтоне (1993), Ростоке (1995), Джонсон Сити, штат Теннесси (1996 и 1997), Ростоке и Телове (2000), Местлине и Телове (2002) и др.